# Jakub Palacz
Jakub Palacz (ur. 26 maja 1976 w Tarnobrzegu) – polski aktor filmowy i teatralny, dramaturg i performer oraz muzyk.

## Edukacja
W 1999 roku ukończył studia na PWST w Krakowie. 

## Działalność artystyczna

### Dramaturg
Autor sztuki Dzieci Energii, przełożonej na trzy języki. Założyciel teatru Eloe Theater of Noise, z którym brał udział w festiwalu Malta 2007. Wraz z Jakubem Pączkiem jest twórcą dokumentu performance Misja Nowa Huta, który miał premierę na pokazie specjalnym wieńczącym festiwal Slamdance on the Road 2007. 

### Aktor
Zagrał szereg ról teatralnych w różnych teatrach w Polsce i za granicą. Najważniejsza to Król Edyp, którego zagrał w trzech różnych wersjach: Łaźnia Nowa, Project Theater Studio (Wiedeń) oraz Teatr Cracovia. Współpracuje z Teatrem Łaźnia Nowa. Współpracuje również z Teatrem Vis a Vis, gdzie zagrał w spektaklu muzycznym Sobótka wraz z zespołem Skaldowie. 

### Inne
Gra w zespole muzycznym Eloe. W 2004 roku uczestnik programu Wyprawa Robinson. 
Autor muzyki do pierwszego w Polsce wykonania poematu Kwiaty Zła w reżyserii B. Piotrowskiego. 
Założyciel grupy filmowej mediAFinger, która oprócz reportaży z krakowskiej ulicy tworzy filmy dokumentalne, clipy oraz fabułę. Najważniejsze tytuły to "Zapora Studium Bohatera", "Gorączka Siarki", Śmieci wód Naszych", "Wakacje z TBG". 

## Działalność polityczna
Zaangażowany w działalność polityczną w Zieloni, kandydował do Sejmiku Małopolski 2018 i 2024. Współprzewodniczący koła Zieloni Kraków. 

## Filmografia
- 2019: 19+ – ojciec Magdaleny Wolskiej
- 2012: Wakacje z Tbg – scenariusz, reżyseria, montaż, rola Antonia
- 2007: Misja Nowa Huta – kapitan Guru
- 2006: Paczuszka
- 2001-2002: Marzenia do spełnienia – pomocnik Anny Pawelczyk
- 1998-2000: Syzyfowe prace – Goldbaum